# Misumenoides chlorophilus
Misumenoides chlorophilus es una especie de araña del género Misumenoides, familia Thomisidae.

## Distribución
Esta especie se encuentra en Argentina.